# (8924) Iruma
(8924) Iruma est un astéroïde de la ceinture principale.

## Description
(8924) Iruma est un astéroïde de la ceinture principale. Il fut découvert le 14 décembre 1996 à Chichibu par Naoto Satō. Il présente une orbite caractérisée par un demi-grand axe de 2,32 UA, une excentricité de 0,08 et une inclinaison de 1,5° par rapport à l'écliptique.

## Compléments